# KPV 重機関銃
KPV 重機関銃（KPV じゅうきかんじゅう、ロシア語: Крупнокалиберный пулемёт Владимирова, КПВ、ウラジーミロフ式大口径機関銃）は、口径14.5mmのソビエト連邦製重機関銃であり、おもに対物・対軽装甲車両・対空用途に使用されている。

## 概要
KPVの開発は1944年に開始され、1949年に歩兵用兵器としてソ連軍に採用された。歩兵用のKPVは二輪と二脚を装備した全高の低い銃架か三脚架に取り付けられて運用されたが、重量過大であったことから、1960年代にはソ連軍から姿を消した。
対空用としては単装・2連装・4連装の3種類の銃架が制作され、それぞれZPU-1/ZPU-2/ZPU-4として制式採用された。1960年代には、より大口径のZU-23-2が登場したが、対空機関銃としても優れた性能を発揮したことから東側諸国に多数が供与され、現在でも多くの国で使用されている。
車載型には電気式のトリガーを装備するKPVT（Tは"tankoviy"の略であり、ロシア語で戦車を意味する）が開発され、T-10M重戦車の車載機関銃として用いられたほか、装甲兵員輸送車であるBTR-60/BTR-70/BTR-80やBRDM-2装甲偵察車などに搭載され、対軽装甲車両用武装として威力を発揮した。
銃身冷却方式は空冷式であり、銃身内部はクロムメッキ処理が施されている。作動方式はガス圧補助式ショートリコイルで、装弾ベルトを左右どちらからでも装填することが可能。
使用する14.5x114mm弾は、焼夷徹甲弾と焼夷榴弾の2種類が用意された。もともとこの弾薬は、第二次世界大戦中に対戦車ライフルであるシモノフPTRS1941やデグチャレフPTRD1941用として大量生産されていたものであり、アメリカを初めとする西側諸国の代表的な重機関銃であるブローニングM2重機関銃の弾薬である.50BMG弾の1.5倍の運動エネルギーを持つ。

## 使用弾薬
B-32
焼夷徹甲弾。炭化タングステンを弾芯に使用したフルメタルジャケット弾で、弾頭重量は64.4g、銃口初速976m/s。500mで32mmの鋼鉄装甲を貫徹する。
BZT
焼夷徹甲曳光弾。鉄を弾芯に使用した曳光弾で、弾頭重量は59.56g、銃口初速は1,005m/s。発光距離は2,000m以上。
MDZ
焼夷榴弾。弾頭重量は59.68g。
これらの弾薬はブルガリア、中国、エジプト、ポーランド、ルーマニアでも生産されている。